# Bruno Reber
Pour les articles homonymes, voir Reber.
Bruno Reber est un tireur sportif suisse.

## Palmarès
Bruno Reber a remporté les épreuves : 
- Mariette,  Cominazzo et Peterlongo aux championnats du monde MLAIC 1996 à Warwick[1].
- Witworth original aux championnats du monde MLAIC 2000 à Adélaïde[2]